# Тупицыны (Спас-Талицкое сельское поселение)
Тупицыны — деревня в Оричевском районе Кировской области в составе Спас-Талицкого сельского поселения.

## География
Расположена на расстоянии примерно 8 км по прямой на запад-юго-запад от райцентра поселка Оричи.

## История
Известна с 1706 года как починок Филипа Хлопова с 9 дворами, в 1765 году уже 79 жителей. В 1873 году здесь дворов 15 и жителей 80, в 1905  (починок Филиппа Хлопова или Тупицыны) 19 и 119, в 1926 (деревня Тупицыны или Филиппа Хлопова) 18 и 82, в 1950 14 и 42, в 1989 оставалось 9 постоянных жителей. Настоящее название утвердилось с 1939 года.  

## Население
Постоянное население составляло 1 человек (русские 100%) в 2002 году, 2 в 2010.